# فاغرة
الفاغِرة    أو الدِيْش أو صفراء الخشب (الاسم العلمي: Zanthoxylum) هي جنس من النباتات يتبع فصيلة السذابية من الرتبة الصابونيات. أزهارها ثنائية المسكن عطرة وترية التركيب ثلاثية أو خماسية البتلات والأسدية والمبايض والجراء. بزورها سوداء. أخشابها ناعمة الرقعة جيدة الصنف لونها إلى الصفار العابق. تستعمل في الصناعات الدقيقة.